# Eduard Bass
Pour les articles homonymes, voir Bass et Schmidt.
Eduard Bass (né Eduard Schmidt le 1er janvier 1888 à Prague où il est mort le 2 octobre 1946), est un écrivain, traducteur, journaliste, chanteur, comédien et conférencier tchécoslovaque du XXe siècle.

## Œuvres
- (cs) Fanynka a jiné humoresky, 1917
- (cs) Jak se dělá kabaret ?, 1917
- (cs) Náhrdelník, 1917
- (cs) Letáky, 1917-19, 1920
- (cs) Případ v čísle 128 a jiné historky, 1921
- (cs) Klapzubova jedenáctka, 1922 ; Les onze de Klapzuba  (trad. Marcela Salivarová Bideau, ill. Josef Čapek), Lausanne, L'Âge d'homme, 2008.

- (cs) To Arbes nenapsal, Vrchlický nezbásnil, 1930
- (cs) Umělci, mecenáši a jiná čeládka, 1930
- (cs) Šest děvčat Williamsonových
- (cs) Potulky pražského reportéra
- (cs) Holandský deníček, 1930
- (cs) Divoký život Alexandra Staviského, 1934
- (cs) Čtení o roce osmačtyřicátém, 1940
- (cs) Potulky starou Prahou – vycházelo v letech 1921 – 1941
- (cs) Cirk Umberto, roman, 1941 ; (fr) Le Cirque Humberto, traduit du tchèque, version française de Armel Guerne, Éditions Albin Michel, 1952 ; Club du livre sélectionné, 1952 ; Club du Livre du Mois, 1954 ; L'Ambassade du livre, 1965.
- (cs) Lidé v Maringotkách – Též Lidé z maringotek, 1942
- (cs) Kázáníčka, 1946
- (de) Das Märchenschiff, illustrations de Vladimír Brehovszký, traduit en allemand par Hans Gärtner, Artia-Kinderbücher, Prag, Artia, 1959.